# Bartimeo (personaje)
Bartimeo es un personaje de ficción creado por Jonathan Stroud para sus novelas "El amuleto de Samarkanda", "El Ojo del Golem" y "La puerta de Ptolomeo".

## Nombres y amos de Bartimeo

### Los nombres de Bartimeo
Los demonios son invocados a través de su nombre, pero este puede variar en las distintas culturas. Bartimeo fue llamado:
- En Persia, Sakhr al-Yinni (de Al-Arish).
- En el Antiguo Egipto, Rejit o Necau.
- En la cultura alejandrina, Rekhyt (de Alejandría).
- En la cultura iroquesa, La Serpiente de las Plumas de Plata.
- En la cultura algonquina, Wakonda.
- En la cultura anglosajona, Bartimeo (de Uruk).

Otros nombres sin vínculo claro con ninguna cultura son N'Gorso el Poderoso y Necho de Jerusalén.

### Los amos de Bartimeo
Los demonios son inmortales al paso del tiempo, y por ello ven pasar un imperio tras otro. Algunos de los amos de Bartimeo fueron Salomón, con el que se enorgullece de haber hablado; Ptolomeo, con quien mantuvo una relación muy especial detallada en "La Puerta de Ptolomeo"; Gilgamesh, Tycho Brahe, Fausto y Nathaniel, su amo durante la trilogía.

## Historia de Bartimeo
Bartimeo tiene 5.010 años (desde su primera invocación, en la cual se le asignó por primera vez un nombre y se independizó como ser). En ese tiempo, se enorgullece de haber tomado parte en numerosas batallas y acontecimientos importantes, como la construcción de las murallas de Uruk, Karnak y Praga, el Partenón o la Torre de Pisa.
Igualmente se enorgullece de algunas grandes hazañas, como haber matado un efrit con una sola mano (en dos ocasiones) o haber vencido a veinte trasgos en solitario.

## Papel en la trilogía
En "El amuleto de Samarkanda", Bartimeo fue invocado por un jovencísimo Nathaniel para robar dicho amuleto a Simon Lovelace. Después, Bartimeo averiguó el nombre de nacimiento de Nathaniel, con lo que el demonio adquiría un poder sobre este. Pero el niño consiguió obligar al demonio a permanecer a su lado hasta que derrotaron a Simon Lovelace salvando al primer ministro, Rupert Devereaux; pero ocasionando la muerte del maestro del chico y de su mujer a manos del demonio Jabor en el proceso. Gracias a su papel en la salvación del primer ministro, Nathaniel consiguió que Jessica Whitwell, una ministra, le tomase como discípulo. Tras esto despidió a Bartimeo prometiendo que no lo invocaría más.
En "El ojo del golem", al encontrarse Nathaniel en problemas, volvió a invocar al demonio, aunque le prometió dejarlo partir en seis semanas. En este tiempo, Bartimeo y su amo descubrieron quién estaba detrás del golem que aterrorizaba Londres, acabaron con la amenaza y se despidieron de nuevo, pero no duró mucho. Nathaniel, absorbido por el trabajo y las preocupaciones de su puesto de ministro (y convertido prácticamente en John Mandrake, su nombre como hechicero y su protección contra las emociones inadecuadas), volvió a llamar al demonio muy pronto para impedir que revelase su nombre de nacimiento a otro hechicero (lo que permitiría a este acabar con él rápidamente). 
En "La puerta de Ptolomeo", Bartimeo está desgastado por dos años de servicio continuo, y prácticamente no tiene poder. Nathaniel lo envía a una misión en la que está a punto de morir a manos de algunos trasgos, pero cuando el demonio regresa medio muerto y con la información pedida, Nathaniel se libera por un momento de la dureza y rigidez que le exige su puesto y lo deja partir para que se cure.
Más tarde, Kitty Jones lo invocará a pesar de ser una plebeya (alguien sin preparación mágica), y este le revelará lo que hizo Ptolomeo para ganarse su confianza absoluta: lo siguió hasta el Otro Lado, el hogar de los demonios.
Tras el golpe de los demonios al Parlamento y la encarnación del gran demonio Nouda en el cuerpo de Quentin Makepeace, a Bartimeo se lo dejará partir de nuevo, y esta vez Kitty lo seguirá al Otro Lado (solo su espíritu puede pasar al otro lado, lo que conlleva que su cuerpo se degrade por la falta de vida). Bartimeo volverá al mundo material y accederá por Kitty a fundirse con Nathaniel en un solo ser. Los dos juntos acabarán con Nouda y con su viejo enemigo Farquarl, pero a cambio se sacrificarán. Sin embargo, en el último momento Nathaniel libertará a Bartimeo para salvarle la vida, imitando el último gran regalo que le hizo Ptolomeo y liberándose al fin de la falsedad de su vida como ministro del Imperio.